# Скроче, Бранко
Бранко Скроче (хорв. Branko Skroče; род. 17 мая 1955, Задар) — югославский баскетболист, призёр чемпионата Европы, чемпион мира и Олимпийских игр.

## Карьера
В 1978 году на чемпионате мира на Филиппинах сборная Югославии, в состав которой входил Скроче, стала чемпионом. На летних Олимпийских играх 1980 года в Москве югославы стали олимпийскими чемпионами. В 1981 году в Чехословакии югославская команда завоевала серебро чемпионата Европы.